# General Julián Cerda
General Julián Cerda är en ort i Mexiko.   Den ligger i kommunen Hidalgo och delstaten Tamaulipas, i den centrala delen av landet, 500 km norr om huvudstaden Mexico City. General Julián Cerda ligger 375 meter över havet och antalet invånare är 144.
Terrängen runt General Julián Cerda är lite kuperad. Runt General Julián Cerda är det glesbefolkat, med 9 invånare per kvadratkilometer. Närmaste större samhälle är San Francisco, 17,3 km sydost om General Julián Cerda. Omgivningarna runt General Julián Cerda är en mosaik av jordbruksmark och naturlig växtlighet.